# Schwarze Adler (2021)
Schwarze Adler ist ein Dokumentarfilm des deutschen Regisseurs Torsten Körner und des Produzenten Leopold Hoesch aus dem Jahr 2021. Der Film ist seit dem 15. April 2021 auf der Streamingplattform Prime Video zu sehen. Die Erstausstrahlung im ZDF erfolgte am 18. Juni 2021. Der Film ist eine Produktion von Broadview Pictures.

## Inhalt
Der Film thematisiert die Erlebnisse schwarzer und afrodeutscher Spieler aus der deutschen Fußballnationalmannschaft und dem deutschen Profifußball. Guy Acolatse, Otto Addo, Gerald Asamoah, Anthony Baffoe, Cacau, Rigobert Gruber, Jimmy Hartwig, Steffi Jones, Erwin Kostedde, Jean-Manuel Mbom, Patrick Owomoyela, Beverly Ranger, Shary Reeves und Jordan Torunarigha werden dazu interviewt.
In Schwarze Adler sprechen sie über ihren Weg zum Profisport, ihre Karrieren und ihre Erfahrungen mit rassistischen Vorurteilen und Anfeindungen. Angefangen mit Erwin Kostedde, der 1974 als erster schwarzer Spieler in der deutschen Nationalmannschaft debütierte, erzählt der Film Erfahrungen mit Rassismus in der Gesellschaft und ganz speziell im Profifußball. Dabei wird auf Sprechertext und Kommentierung verzichtet. Die Protagonisten erzählen ihre Geschichten selbst, illustriert durch verschiedene Archivausschnitte von 1945 bis 2021.

## Rezeption
In der Süddeutschen Zeitung wird der Film als „sehenswerter Essay“ gelobt. Hervorgehoben wird auch der „Blick ins Detail“ des Filmautors Torsten Körner, der „seine Projekte gründlich an[geht]“ und für diesen Film „so gut wie alle People of Color befragt [hat], die im deutschen Fußball ihr Glück gesucht und nicht immer gefunden haben“.
Die Kölnische Rundschau bescheinigt dem Film seine Stärke darin, „dass niemand einzuordnen versucht, was ohnehin nicht zu erklären ist“ und findet „[d]ie Einsamkeit der Ausgegrenzten“ so eindrucksvoll geschildert, „dass es den Atem stocken lässt.“
In diese Aussage reiht sich auch die FAZ mit ein: „kein Gejammer, keine Anklage und keine Polemik. Sondern vor allem Nachdenklichkeit […] Statt aufsehenerregende Thesen aufzustellen, schafft Körners Film in ruhigen, melancholischen Bildern […] einen Raum für Geschichten, die nebeneinander gesehen werden wollen.“
Matthias Dell bedauert dagegen in der Zeit den unsicheren Umgang des Films mit seinen vielen formalen Mitteln. Er schreibt beispielsweise der Typografie zu, dass sie „auf Effekt machen“ will und „die vielen Zwischenüberschriften […] zwar Stilwillen erkennen [lassen], als Kapiteltrenner aber Ornament“ sind.
Die Abendzeitung findet den Film interessant „auch als Spaziergang durch die Zeitgeschichte.“ Er gebe „[…] ein[en] entlarvende[n] Blick auf Gesellschaft, Medien und Zuschauer […].“
Auf Tag24 wird die Dokumentation als „genau zur richtigen Zeit“ in unserer aktuellen Gegenwart platziert: „[…] weil [sie] den Diskurs anstößt und dieses wichtige Thema verstärkt in die Öffentlichkeit bringt. Dabei ist sie zwar nicht perfekt, reißt aufgrund ihrer kraftvollen Geschichte, der exzellenten Recherche und vieler bewegender Aussagen aber von Anfang bis Ende mit.“

## Auszeichnungen
- 2021: Deutscher Fernsehpreis in der Kategorie Beste Dokumentation/ Reportage[8]
- 2021: Nominierung Deutscher Fernsehpreis in der Kategorie Bester Schnitt[9]
- 2021: Nominierung Rose d’Or in der Kategorie Documentary[10]
- 2022: Civis – Europas Medienpreis für Integration, Top Award und Video Award in der Kategorie Information[11]
- 2022: Robert-Geisendörfer-Preis in der Kategorie Fernsehen[12]
- 2022: Grimme-Preis in der Kategorie Information & Kultur[13]
- 2022: Laureus Athlete Advocate of the Year Award[14]
- 2022: DRK-Medienpreis in der Kategorie Fernsehen[15]